# Charles Huard
Pour les personnes ayant le même patronyme, voir Huard.
Charles Huard, né le 2 juin 1874 à Paris et mort le 30 mars 1965 à Poncey-sur-l'Ignon, est un peintre, graveur et illustrateur français.

## Biographie
Né à Paris, faubourg-Saint-Martin, Charles Huard commence par travailler pour les journaux de l'époque comme La Libre Parole illustrée puis à L'Assiette au beurre. Il se fait rapidement une réputation dans le monde de l'édition.
Pendant la Première Guerre mondiale, il est employé par le gouvernement français pour rendre compte de la vie et des scènes militaires.

## Œuvre
On lui doit notamment les gravures qui illustrent l'édition Conard des œuvres complètes d'Honoré de Balzac parue en 1910, mais aussi de nombreuses illustrations d'œuvres de fiction (Poil de Carotte), particulièrement de romans anglo-saxons ou d'œuvres classiques. Il donne des croquis satiriques dans des revues comme Le Rire ou Le Sourire.
Il a peint, à l'huile et en aquarelle, la Normandie et les ports du Midi, tel Marseille. Son œuvre comporte également de nombreuses scènes de la vie de province française. Il a publié plusieurs livres de voyageillustrés.
Certaines œuvres de Charles Huard se caractérisent également par un certain antisemitisme au moment de l affaire le Dreyfus. 

## Publications

### Cartes postales
- Série Ces bons Normands, sous le pseudonyme H. GALRY.

### Romans illustrés
- Guy de Maupassant, Le Père Milon in Œuvres complètes illustrées de Guy de Maupassant, dessins de Charles Huard ; gravure sur bois de Georges Lemoine, Paris, P. Ollendorff, 1904 (BNF 42255924)
- Honoré de Balzac, Œuvres complètes, 40 vol., texte revisé et annoté par Marcel Bouteron et Henri Longnon, illustrations de Charles Huard gravées sur bois par Pierre Gusman, Paris, L. Conard, 1912-1940 (BNF 41621772)
- André Maurois, La Vie de Disraëli, ill. de Charles Huard, Paris, Javal et Bourdeaux, 1928 (BNF 35452084)
- Gustave Flaubert, Madame Bovary. Mœurs de province, illustré de 25 eaux-fortes de Charles Huard, Paris, Javal et Bourdeaux, 1930, 525 ex.

### Livres de voyage
- New York comme je l’ai vu, Paris, 1906
- Berlin comme je l’ai vu, Paris, 1907
- Londres comme je l’ai vu, Paris, 1908

### Livres thématiques
- Paris, Province, étranger, Paris, 1906.
- Toute la province à Paris, éditions du Sourire, Paris, sd.